# Francisco Trinaldo
Francisco Trinaldo Soares da Rocha (Amarante, 24 de agosto de 1978) é um brasileiro lutador de artes marciais mistas, atualmente compete no peso-leve do Ultimate Fighting Championship. Ele já competiu no reality show The Ultimate Fighter: Brasil, também competiu em eventos nacionais como o Jungle Fight e Bitetti Combat. Trinaldo é um competidor de MMA profissional desde 2006.

## Carreira no MMA

### Biografia
Trinaldo começou com uma carreira amadora, com um cartel de 6-1 no MMA. Ele também é campeão brasileiro de Kickboxing. Trinaldo é parceiro de treino de Paulo Thiago e Rani Yahya.
Ele foi aluno do mestre Banni Cavalcanti e após se consagrar vencedor em sete lutas foi convidado e recebeu uma proposta para fazer parte da Constrictor Team, onde recebeu grandes níveis de publicidade, e em agosto de 2010 foi listado no Sherdog.com.
Atuou também como professor na academia do mestre Banni Cavalcanti, a Banni Fight Club, que ficava localizada na cidade de Taguatinga, no Distrito Federal.
Trinaldo tem sua carreira dificultada por questões financeiras que impedem sua ascensão ainda mais no esporte. Vindo de família humilde, Trinaldo já disse: "Às vezes não consigo treinar porque eu não tenho dinheiro para pegar um ônibus e ir para a academia".

### Início de carreira
A Carreira profissional de Massaranduba começou na promoção do Fight Club Tournament, onde ganhou sua luta de abertura por decisão unânime. A luta seguida foi vencida por Nocaute Técnico devido à interrupção do córner.
Massaranduba então lutou mais duas vezes, garantindo uma vitória por finalização via triângulo e uma vitória por Nocaute Técnico devido a socos e chutes após 12 segundos.

### Bitetti Combat e Jungle Fight
Trinaldo continuou o sucesso quando ele se juntou ao Bitetti Combat em fevereiro de 2010. Enfrentando Luiz Firmino no Bitetti Combat 6, Trinaldo dominou, travando uma chave de joelho no seu adversário mais experiente e forçando a batida.
Depois disso, Massaranduba juntou-se ao Jungle Fight e enfrentou outro adversário experiente, Flavio Álvaro. No final do segundo turno, Trinaldo garantiu uma vitória por Nocaute Técnico devido a socos, levando seu cartel profissional para 6-0.
Trinaldo sofreu sua primeira derrota como profissional em setembro de 2010, nas mãos de Iuri Alcântara com uma chave de braço no segundo round. Massaranduba vem de quatro vitórias no Jungle Fight sobre Bruno Lobato, João Paulo, Derrick Burnsed e Adriano Martins, com o último que lhe valeu o cinturão do Jungle Fight pelos Pesos Leves.

### The Ultimate Fighter
Em 2012, ele foi um dos 32 indicados para a primeira edição do programa The Ultimate Fighter: Brasil. Na sua luta eliminatória, venceu o também brasileiro Charles Maicon por nocaute técnico no primeiro round e garantiu sua vaga na casa do TUF. Massaranduba foi um dos escolhidos para o time de Wanderlei Silva.
Na tentativa de se classificar para as semifinais do programa, ele foi derrotado por Thiago Bodão por nocaute técnico (desistência) após o término do segundo round.

### Ultimate Fighting Championship
Trinaldo fez sua estreia no card preliminar do UFC 147: Silva vs. Frankin II em 23 de junho de 2012 em Belo Horizonte contra Delson Heleno, vencendo por Nocaute Técnico no primeiro round.
Trinaldo enfrentou seu compatriota Gleison Tibau em 13 de outubro de 2012 no UFC 153: Silva vs. Bonnar, no Rio de Janeiro e perdeu por decisão unânime.
Trinaldo voltou a lutar em 19 de janeiro de 2013 no UFC on FX: Belfort vs. Bisping, enfrentando C.J. Keith e em uma atuação brilhante finalizou seu adversário aos 1:50 do segundo round aplicando um triângulo de braço.
Trinaldo enfrentou Mike Rio em 18 de maio de 2013 no UFC on FX: Belfort vs. Rockhold. Ele venceu a luta por finalização no primeiro round.
Trinaldo enfrentou Piotr Hallmann em 4 de setembro de 2013 no UFC Fight Night: Teixeira vs. Bader. Ele foi derrotado por finalização no segundo round.
No UFC Fight Night: Machida vs. Mousasi, Trinaldo enfrentou Jesse Ronson em 15 de fevereiro de 2014 e venceu por decisão dividida.
Em sua primeira luta fora do Brasil, no dia em 24 de maio de 2014, contra o vencedor do TUF 15 Michael Chiesa, no UFC 173, Massaranduba perdeu por decisão unânime.
Era esperado que Trinaldo enfrentasse Efrain Escudero em 13 de setembro de 2014 no UFC Fight Night: Pezão vs. Arlovski II. No entanto, Escudero foi movido para o card principal e ele enfrentou então Leandro Silva. Trinaldo venceu por decisão unânime em um luta muito equilibrada.
Na luta seguinte, Trinaldo enfrentou Akbarh Arreola em 21 de março de 2015, no UFC Fight Night: Maia vs. LaFlare. Ele venceu por decisão unânime.
Massaranduba enfrentou o norte-irlandês Norman Parke, devido a uma lesão do compatriota Gilbert Burns o mesmo foi escalado em seu lugar, em 30 de Maio de 2015 no UFC Fight Night: Condit vs. Alves, em Goiânia. Trinaldo venceu a luta em uma polêmica decisão dividida.
Trinaldo enfrentou Chad Laprise em 23 de agosto de 2015 no UFC Fight Night: Holloway vs. Oliveira e o venceu por nocaute técnico ainda no primeiro round.
No dia 17 de janeiro de 2016, Massaranduba foi escalado para enfrentar o maior desafio de sua carreira, o inglês Ross Pearson, no UFC Fight Night: Dillashaw vs. Cruz. Ele venceu a luta por decisão unânime.
Em 14 de maio de 2016, no UFC 198: Werdum vs. Miocic, Massaranduba enfrentou o norte-americano Yancy Medeiros. Após o combate com muita trocação e superioridade, o brasileiro venceu por decisão unânime e foi premiado com o bônus de Luta da Noite.
Em seguida, Massaranduba conquistou sua sétima vitória consecutiva diante do americano Paul Felder, em 24 de setembro de 2016 no UFC Fight Night: Cyborg vs. Lansberg. Ele venceu por nocaute técnico (interrupção médica), após castigar Felder com cotoveladas a luta foi encerrada devido ao corte profundo feito pelo brasileiro.
Trinaldo foi escalado para enfrentar o norte-americano Kevin Lee em 11 de março de 2017 no UFC Fight Night: Belfort vs. Gastelum, sendo derrotado por finalização no segundo round, interrompendo a série de sete vitórias consecutivas do lutador brasileiro.

## Títulos e feitos
- Jungle Fight
  - Campeão Interino Peso Leve do Jungle Fight (uma vez)
  - Campeão Peso Leve do Jungle Fight (uma vez)
- Ultimate Fighting Championship
  - Luta da Noite (uma vez) vs. Yancy Medeiros

## Cartel no MMA
| Cartel no MMA   |             |            |
| 36 lutas        | 28 vitórias | 8 derrotas |
| Por nocaute     | 9           | 0          |
| Por finalização | 5           | 3          |
| Por decisão     | 14          | 5          |

| Res.    | Cartel | Oponente                      | Método                                  | Evento                                 | Data       | Round | Tempo | Local                   | Notas                                                |
| ------- | ------ | ----------------------------- | --------------------------------------- | -------------------------------------- | ---------- | ----- | ----- | ----------------------- | ---------------------------------------------------- |
| Vitória | 28–8   | Danny Roberts                 | Decisão (unânime)                       | UFC 274: Oliveira vs. Gaethje          | 07/05/2022 | 3     | 5:00  | Phoenix, Arizona        |                                                      |
| Vitória | 27-8   | Dwight Grant                  | Decisão (dividida)                      | UFC Fight Night: Costa vs. Vettori     | 23/10/2021 | 3     | 5:00  | Las Vegas, Nevada       |                                                      |
| Derrota | 26-8   | Muslim Salikhov               | Decisão (unânime)                       | UFC Fight Night: Rozenstruik vs. Sakai | 05/06/2021 | 3     | 5:00  | Las Vegas, Nevada       | Estreia nos Meio-Médios.                             |
| Vitória | 26-7   | Jai Herbert                   | Nocaute Técnico (socos)                 | UFC on ESPN: Whittaker vs. Till        | 25/07/2020 | 3     | 1:30  | Abu Dhabi               | Trinaldo não bateu o peso.                           |
| Vitória | 25-7   | John Makdessi                 | Decisão (unânime)                       | UFC Fight Night: Lee vs. Oliveira      | 14/03/2020 | 3     | 5:00  | Brasília                |                                                      |
| Vitória | 24-7   | Bobby Green                   | Decisão (unânime)                       | UFC Fight Night: Błachowicz vs. Jacaré | 16/11/2019 | 3     | 5:00  | São Paulo               |                                                      |
| Derrota | 23-7   | Alexander Hernandez           | Decisão (unânime)                       | UFC on ESPN: dos Anjos vs. Edwards     | 20/07/2019 | 3     | 5:00  | San Antonio, Texas      |                                                      |
| Vitória | 23-6   | Evan Dunham                   | Nocaute Técnico (joelhada no corpo)     | UFC Fight Night: Santos vs. Anders     | 22/09/2018 | 2     | 4:10  | São Paulo               |                                                      |
| Derrota | 22-6   | James Vick                    | Decisão (unânime)                       | UFC Fight Night: Cowboy vs. Medeiros   | 18/02/2018 | 3     | 5:00  | Austin, Texas           |                                                      |
| Vitória | 22-5   | Jim Miller                    | Decisão (unânime)                       | UFC Fight Night: Brunson vs. Machida   | 28/10/2017 | 3     | 5:00  | São Paulo               |                                                      |
| Derrota | 21-5   | Kevin Lee                     | Finalização (mata leão)                 | UFC Fight Night: Belfort vs. Gastelum  | 11/03/2017 | 2     | 3:12  | Fortaleza               |                                                      |
| Vitória | 21-4   | Paul Felder                   | Nocaute Técnico (interrupção médica)    | UFC Fight Night: Cyborg vs. Lansberg   | 24/09/2016 | 3     | 2:25  | Brasília                |                                                      |
| Vitória | 20-4   | Yancy Medeiros                | Decisão (unânime)                       | UFC 198: Werdum vs. Miocic             | 14/05/2016 | 3     | 5:00  | Curitiba                | Luta da Noite.                                       |
| Vitória | 19-4   | Ross Pearson                  | Decisão (unânime)                       | UFC Fight Night: Dillashaw vs. Cruz    | 17/01/2016 | 3     | 5:00  | Boston, Massachusetts   |                                                      |
| Vitória | 18-4   | Chad Laprise                  | Nocaute Técnico (socos)                 | UFC Fight Night: Holloway vs. Oliveira | 23/08/2015 | 1     | 2:43  | Saskatoon, Saskatchewan |                                                      |
| Vitória | 17-4   | Norman Parke                  | Decisão (dividida)                      | UFC Fight Night: Condit vs. Alves      | 30/05/2015 | 3     | 5:00  | Goiânia                 |                                                      |
| Vitória | 16-4   | Akbarh Arreola                | Decisão (unânime)                       | UFC Fight Night: Maia vs. LaFlare      | 21/03/2015 | 3     | 5:00  | Rio de Janeiro          |                                                      |
| Vitória | 15-4   | Leandro Silva                 | Decisão (unânime)                       | UFC Fight Night: Pezão vs. Arlovski II | 13/09/2014 | 3     | 5:00  | Brasília                |                                                      |
| Derrota | 14-4   | Michael Chiesa                | Decisão (unânime)                       | UFC 173: Barão vs. Dillashaw           | 24/05/2014 | 3     | 5:00  | Las Vegas, Nevada       |                                                      |
| Vitória | 14-3   | Jesse Ronson                  | Decisão (dividida)                      | UFC Fight Night: Machida vs. Mousasi   | 15/02/2014 | 3     | 5:00  | Jaraguá do Sul          |                                                      |
| Derrota | 13-3   | Piotr Hallmann                | Finalização (kimura)                    | UFC Fight Night: Teixeira vs. Bader    | 04/09/2013 | 2     | 3:50  | Belo Horizonte          |                                                      |
| Vitória | 13-2   | Mike Rio                      | Finalização (katagatame)                | UFC on FX: Belfort vs. Rockhold        | 18/05/2013 | 1     | 3:08  | Jaraguá do Sul          |                                                      |
| Vitória | 12-2   | C.J. Keith                    | Finalização (katagatame)                | UFC on FX: Belfort vs. Bisping         | 19/01/2013 | 2     | 1:50  | São Paulo               |                                                      |
| Derrota | 11-2   | Gleison Tibau                 | Decisão (unânime)                       | UFC 153: Silva vs. Bonnar              | 13/10/2012 | 3     | 5:00  | Rio de Janeiro          | Retorno para o Peso Leve.                            |
| Vitória | 11-1   | Delson Heleno                 | Nocaute Técnico (socos)                 | UFC 147: Silva vs. Frankin II          | 23/07/2012 | 1     | 4:21  | Belo Horizonte          | Estréia no UFC. Lutou no Peso Médio.                 |
| Vitória | 10-1   | Adriano Martins               | Decisão (majoritária)                   | Jungle Fight 30                        | 30/07/2011 | 3     | 5:00  | Belém                   | Ganhou o Cinturão Peso Leve do Jungle Fight          |
| Vitória | 9-1    | Derrick Burnsed               | Nocaute (soco)                          | Jungle Fight 28                        | 21/05/2011 | 2     | 0:54  | Rio de Janeiro          | Ganhou o Cinturão Interino Peso Leve do Jungle Fight |
| Vitória | 8-1    | João Paulo Rodrigues de Souza | Decisão (unânime)                       | Jungle Fight 25                        | 19/01/2011 | 3     | 5:00  | Vila Velha              |                                                      |
| Vitória | 7-1    | Bruno Leandro Soares Lobato   | Finalização (katagatame)                | Jungle Fight 24                        | 18/12/2010 | 1     | 2:24  | Rio de Janeiro          |                                                      |
| Derrota | 6-1    | Iuri Alcântara                | Finalização (chave de braço)            | Jungle Fight 22                        | 18/09/2010 | 2     | 2:24  | São Paulo               |                                                      |
| Vitória | 6-0    | Flavio Alvaro                 | Nocaute Técnico (socos)                 | Jungle Fight 20                        | 22/05/2010 | 2     | 4:01  | São Paulo               |                                                      |
| Vitória | 5-0    | Luiz Firmino                  | Finalização (chave de joelho)           | Bitetti Combat 6                       | 25/02/2010 | 1     | 2:03  | Brasília                |                                                      |
| Vitória | 4-0    | Junior Lava                   | Nocaute Técnico (socos e tiros de meta) | Norofight 1                            | 08/08/2009 | 1     | 0:12  | Unaí                    |                                                      |
| Vitória | 3-0    | Marcone Bezerra               | Finalização (katagatame)                | Hero's The Jungle 2                    | 07/04/2008 | 1     | N/A   | Manaus                  |                                                      |
| Vitória | 2-0    | Vinicius Dohrer               | Nocaute Técnico (interrupção do córner) | Fight Club Tournament 3                | 18/08/2006 | 2     | N/A   | Taguatinga              |                                                      |
| Vitória | 1-0    | Edval Pedroso                 | Decisão (unânime)                       | Fight Club Tournament 2                | 13/05/2006 | 3     | 5:00  | Taguatinga              | Estreia no MMA                                       |